# Hermann Kurtz
Pour les articles homonymes, voir Kurtz.
Hermann Kurtz est un collectionneur et prestidigitateur roumain né le 17 mars 1873 à Bucarest et décédé le 30 septembre 1942 à Auschwitz.

## Biographie
Hermann Kurtz naît le 17 mars 1873 à Bucarest en Roumanie. Horloger puis prestidigitateur, venu à Paris en 1900, il a habité aussitôt au 3 rue des Tournelles. Arrêté avec son frère Jonas Kurtz, tous deux célibataires, par la police française le 24 septembre 1942 au premier étage du 3 rue des Tournelles, il meurt, comme son frère, à Auschwitz le 30 septembre 1942. Richard Raczynski lui consacre une notice dans son recueil sur le monde de la prestidigitation de l'Antiquité à nos jours, Tour du monde de la magie et des illusionnistes.

### Prestidigitateur
Prestidigitateur sous les noms de Sam Curtz (référence à son jeune frère Samuel Curtz, horloger créateur en 1904, au troisième étage du 30, rue Saint-Antoine à Paris d'un des premiers magasins à crédit, Le Comptoir d'Horlogerie Paris-Besançon, fermé en 1968) et de Mahatma , il est parfois nommé « Le Prince de l'Illusion » et connu, comme avant lui Joseph Michael Hartz (1836-1903), pour son « chapeau inépuisable ». Ami du docteur Jules Dhotel (1879-1967) qui habitait au 44, rue Saint-Antoine, Hermann Kurtz aurait présenté un numéro intitulé Le Cabinet Égyptien. Depuis 1906, il s'est produit à Paris à l’Étoile-Palace (41, avenue de Wagram), à l'Alhambra (50, rue de Malte), au Casino de Paris (16, rue de Clichy), au Petit Casino (12, boulevard Montmartre), à l'Hôtel Majestic (19, avenue Kléber), et, pour les sinistrés des inondations de 1910, au théâtre Robert-Houdin (8, boulevard des Italiens) dont le directeur était Georges Méliès. Ce dernier le mentionne dans sa correspondance en 1932. Le 1er janvier 1911, les Annales Foréziennes mentionnent que le prodigieux Mahatma, manipulateur illusionniste, se produit à Saint-Étienne à l'Étoile-Théâtre (3 000 places). Il fit de nombreuses tournées en Europe, surtout en Allemagne (d'ascendance allemande, il est germanophone) et en Russie. Le journal de Cannes Le Littoral du dimanche 16 juin 1929 signale qu'il passe ce jour à 21 heures au Palm Beach. En fin 1935 ou au début de 1936 avec Albert Lagasse, il a participé à la première émission de télévision consacrée aux magiciens au 103, rue de Grenelle[réf. souhaitée]. Jusqu'en 1942 il a été membre de l'ASAP (Association syndicale des artistes prestidigitateurs) cofondée en 1903 par Agosta-Meynier (1861-1942) qui en a été le premier président. Agosta-Meynier a créé Le Journal de la Prestidigitation (1905-1914, puis, Dhotel, 1928-1942) et Le Prestidigitateur (1919-1939), mensuel dont Hermann Kurtz était sociétaire.

### Collectionneur
Hermann Kurtz collectionnait les timbres dont ceux des États allemands devenus l'Empire allemand, les pièces de monnaie, les billets, et les objets d'art et de décoration. Sa collection de billets de banque et de nécessité estimée alors à un million de francs a fait l'objet d'un article dans la version française du Daily Mail du 21 septembre 1922. Un film a été tourné. Les clichés ont été envoyés en Amérique pour être présentés sur les écrans dans Une actualité du jour. La collection Mahatma comportant 38 000 pièces différentes de monnaies de guerre (1914-1925) a fait partie de l'Exposition philatélique internationale de Paris du 2 au 12 mai 1925 au pavillon de Marsan du musée du Louvre (musée des arts décoratifs) et a été récompensée d'une médaille d'or (sur son prospectus. En fait, de bronze) . Elle figure au catalogue sous le numéro 414, classe XXVI, division III, rubrique « Curiosités - Collections de billets et monnaies de guerre ». Après l'arrestation des frères Hermann et Jonas Kurtz, tous deux célibataires, par la police française le 24 septembre 1942 au premier étage du 3 rue des Tournelles, les collections ont été prises peu après par les Allemands qui, selon la concierge, madame Quet, ont clamé dans l'escalier qu'ils emportaient des millions. Des policiers français se sont vraisemblablement servis auparavant. Les autorités allemandes n'ont pas pu retrouver la moindre trace de ces spoliations.

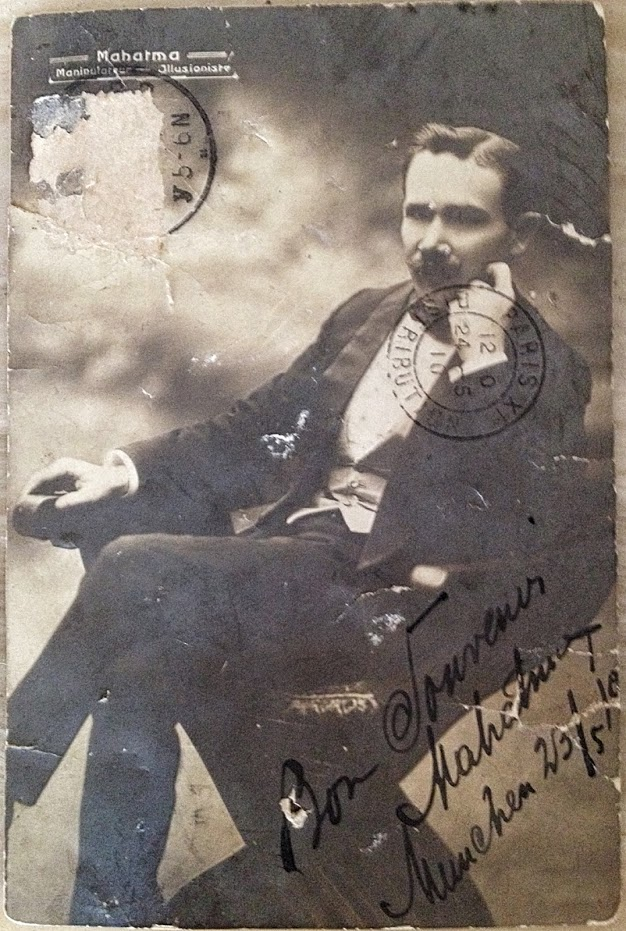
Carte postale publicitaire signée Mahatma le 23 mai 1910 à Munich.
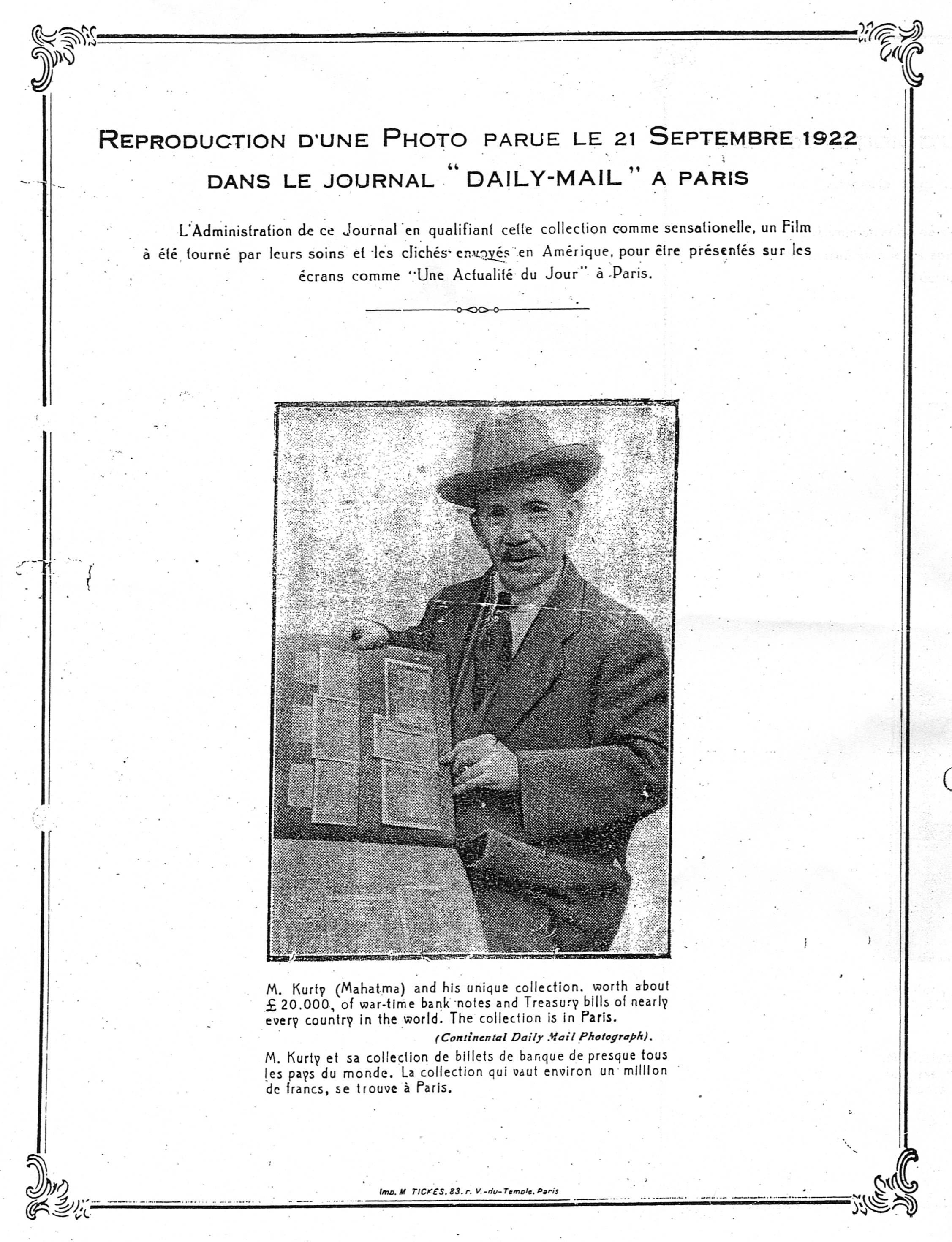
M. Kurtz et sa collection de billets de banque de presque tous les pays, Daily Mail, 1922
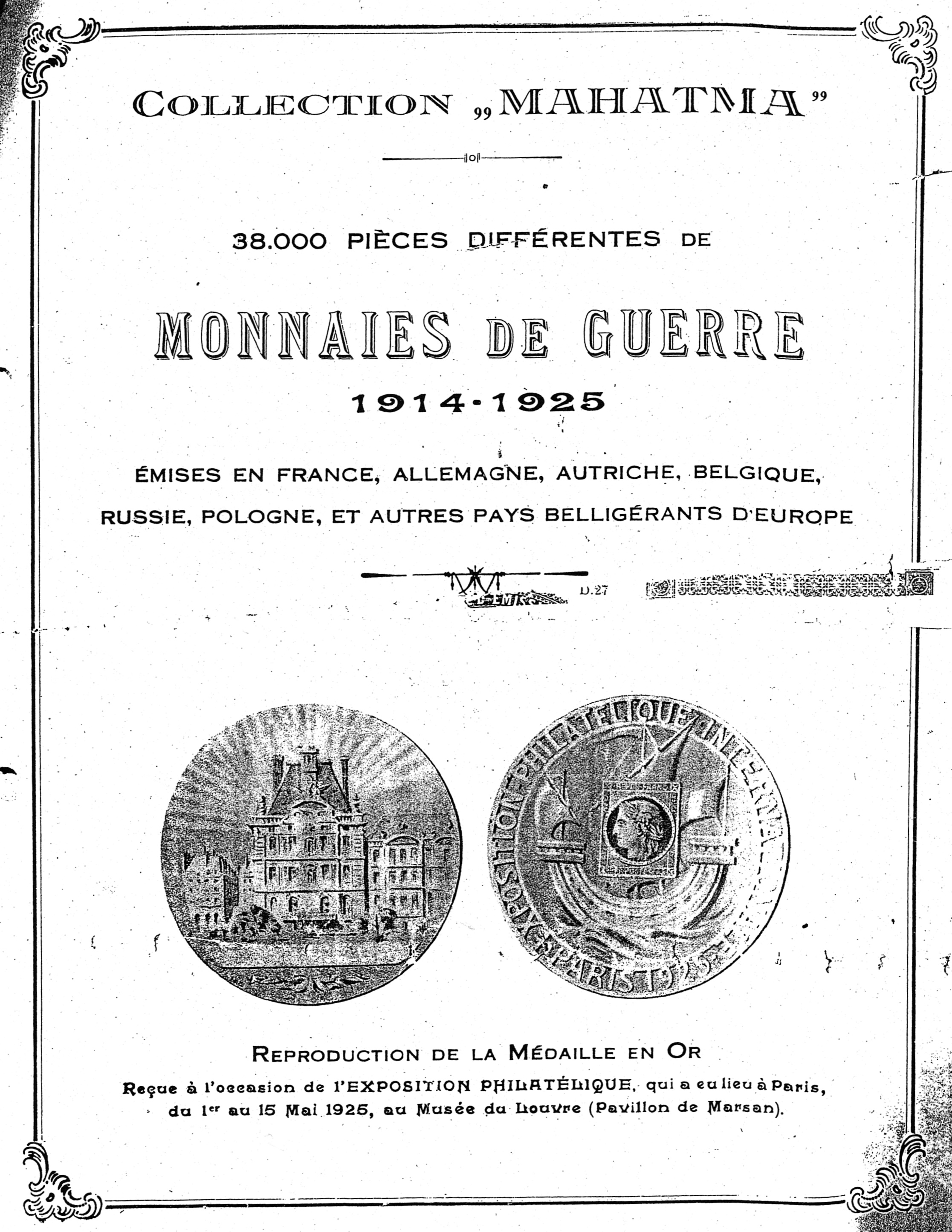
Monnaies de Guerre - Collection Mahatma, exposition au musée du Louvre en 1925.
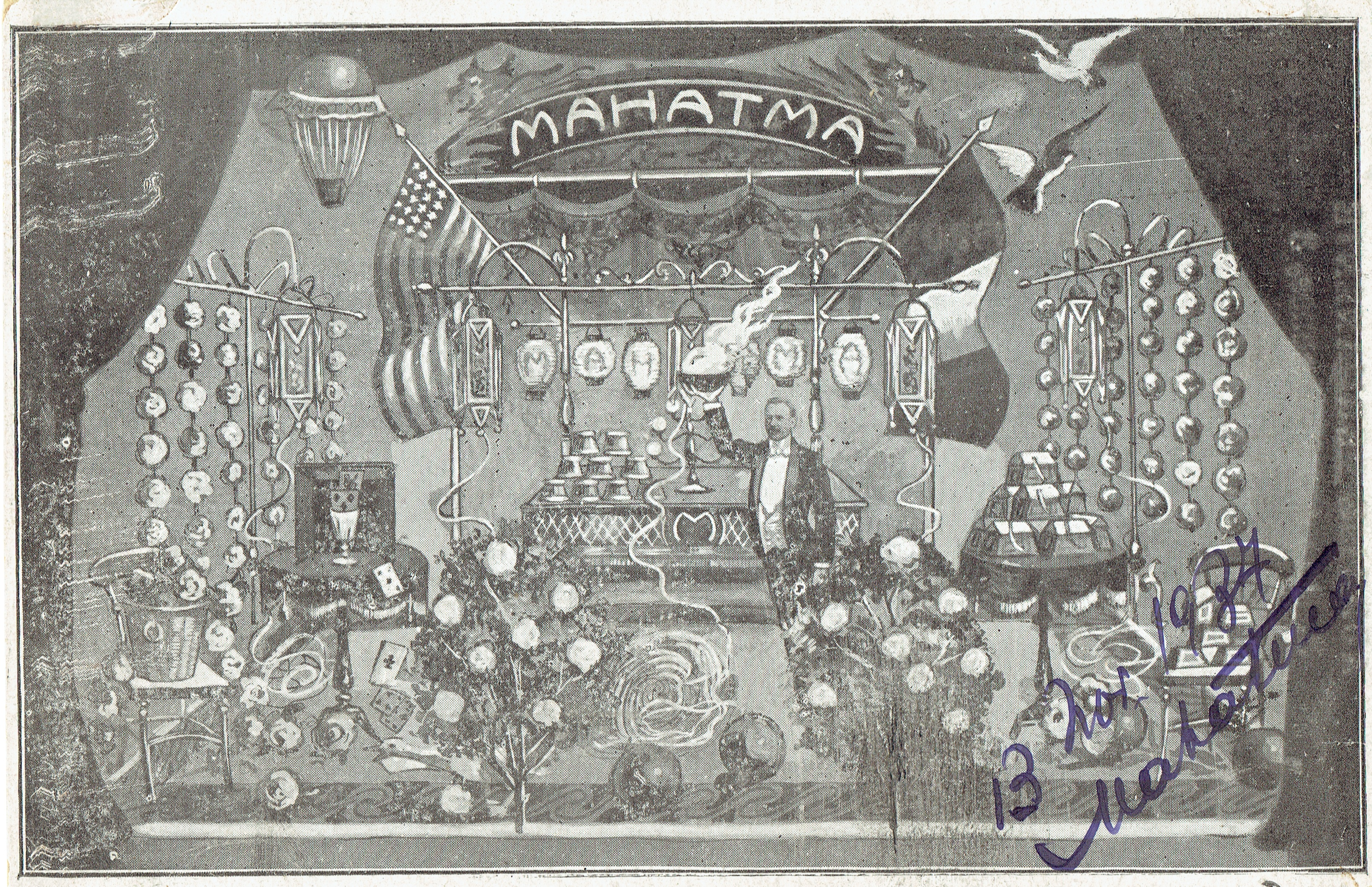
Carte postale publicitaire signée Mahatma le 13 novembre 1937